# Löfberg Fastigheter

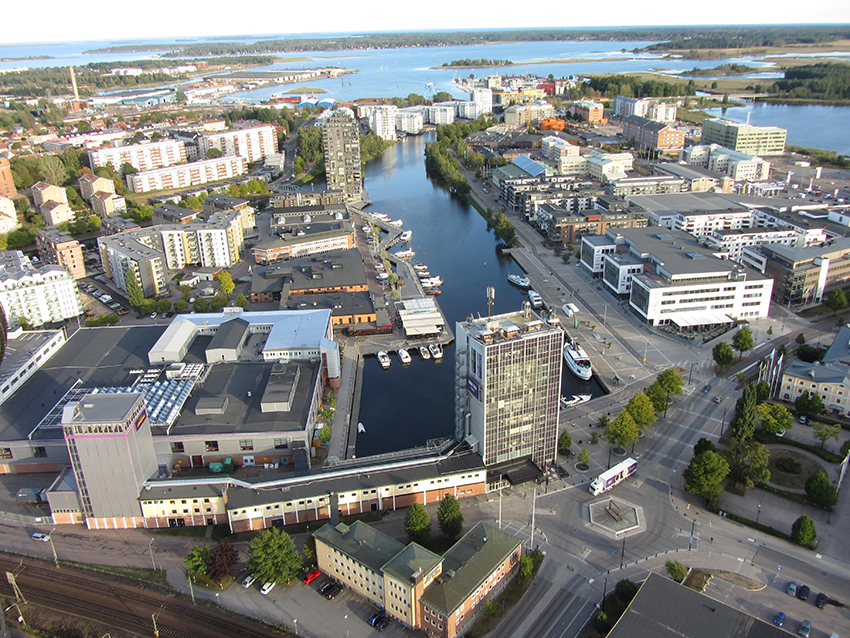
På Bryggudden i Karlstad har Löfberg Fastigheter omvandlat gammal industrimark till en ny stadsdel med kontor, restauranger, affärsverksamhet och bostäder.

Löfberg Fastigheter är ett familjeägt fastighetsbolag med säte i Karlstad. Där har företaget bland annat medverkat till utvecklingen av Bryggudden, en ny central stadsdel med kontor, restauranger, affärsverksamheter och 700 hyres- och bostadsrätter. Flera av fastigheterna har prisats för god arkitektur.
Företaget ägs av familjen Löfberg som även driver kafferosteriet Löfbergs.